# جمیل دم
جمیل دم (انگلیسی: Jamil Dem؛ زادهٔ ۹ مارس ۱۹۹۳) بازیکن فوتبال اهل آلمان است.
از باشگاه‌هایی که در آن بازی کرده‌است می‌توان به باشگاه فوتبال کمنیتس اشاره کرد.